# Хоругвь Львовского городского совета
Хоругвь Львовского городского совета (укр. Хоругва Львівської міської ради) — официальный символ Львовского городского совета. Используется также как флаг Львова, утверждена решением Львовского городского совета 5 июля 1990 года.
Хоругвь разработана по мотивам герба комиссией в составе: А. Гречило, В. Турецкого, И. Турецкого и И. Сварника.

## Описание
Хоругвь городского совета представляет собой прямоугольное полотнище синего цвета с отношением сторон 1:1. Хоругвь окружена по периметру (кроме стороны крепления к флагштоку) обрамлением, которое разделено на одинаковые равнобедренные треугольники синего и желтого цветов. Ширина обрамления составляет 1/10 стороны хоругви. В центре хоругви находится изображение герба Львова.